# Liste de sites pétroglyphiques en Algérie
Cet article recense les sites pétroglyphiques en Algérie.

## Liste

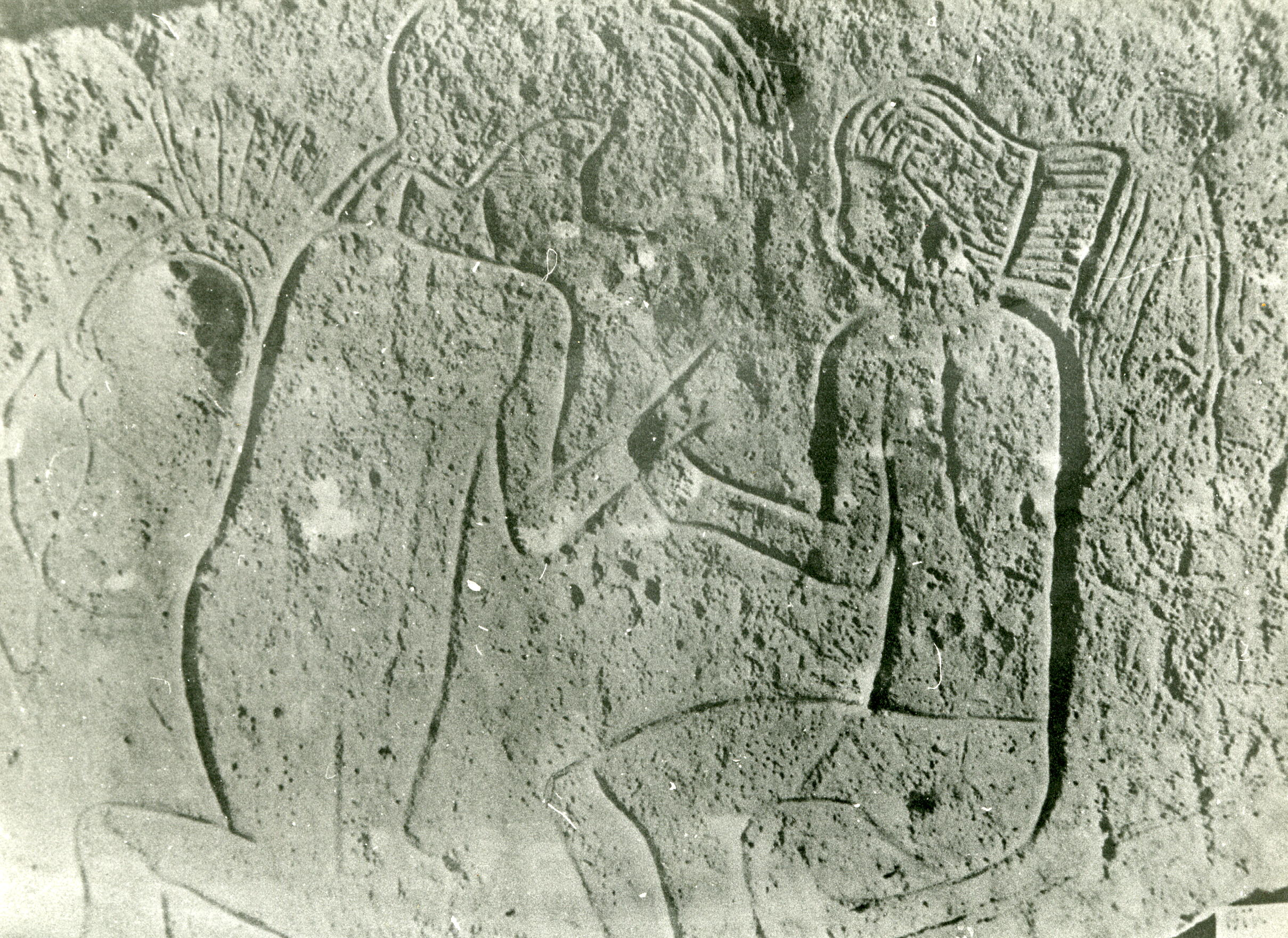
Aïn Naga, gravure dite des amoureux timides. Région de Djelfa

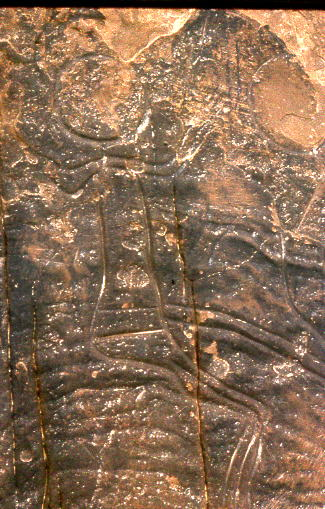
Ben Srour, hommes à tête ronde. Gravures rupestres de la région de Bou Saâda

- Gravures rupestres de la région de Bou Saâda

- Gravures rupestres du Constantinois

- Gravures rupestres de la région de Djelfa

- Gravures rupestres de l'Oued Tell

- Gravures rupestres de Marhouma

- Gravures rupestres du Sud-oranais :
  - Gravures rupestres de la région d'Aflou
  - Gravures rupestres de la région d'Ain Sefra
  - Gravures rupestres de la région d'El-Bayadh
  - Gravures rupestres de la région de Figuig
  - Gravures rupestres de la région de Tiaret

- Tassili n'Ajjer :
  - Gravures rupestres de l'Oued Djerat
  - Gravures rupestres du Tassili
  - Gravures rupestres de la vache qui pleure
  - Peintures rupestres de la Tadrart Rouge
  - Peintures rupestres de Jabbaren
  - Peintures rupestres d'Eheren et Tahilahi

- Gravures rupestres de la région de Taghit